# Blue Rodeo
Blue Rodeo é um grupo de country rock canadense formado em 1984 em Toronto.
Seus membros colaboraram com outros artistas canadenses, incluindo Sarah McLachlan, Great Big Sea, Jann Arden e Cowboy Junkies. O grupo já ganhou vários prêmios da música canadense, incluindo 7 Juno Awards.
Em 16 de junho de 2009, foi anunciado que a banda iria receber uma estrela na Calçada da Fama do Canadá, em Toronto. A cerimônia foi realizada em 12 de setembro de 2009. Eles são a quinta banda a receber tal honra.

## Discografia
- 1987: Outskirts
- 1989: Diamond Mine
- 1990: Casino
- 1992: Lost Together
- 1993: Five Days in July
- 1995: Nowhere to Here
- 1997: Tremolo
- 1999: Just Like a Vacation
- 2000: The Days in Between
- 2001: Greatest Hits, Vol. 1
- 2002: Palace of Gold
- 2005: Are You Ready
- 2007: Small Miracles
- 2009: The Things We Left Behind
- 2013: In Our Nature
- 2014: A Merrie Christmas to You
- 2016: 1000 Arms

### Ao vivo
- 1999: Just Like a Vacation
- 2006: Blue Rodeo Live in Stratford
- 2008: Blue Road
- 2015: Live At Massey Hall
- 2020:  Riviera Theatre Chicago 1991 (WXRT Broadcast Remastered)